# Ptinus pyrenaeus
Ptinus pyrenaeus é uma espécie de insetos coleópteros polífagos pertencente à família Anobiidae.
A autoridade científica da espécie é Pic, tendo sido descrita no ano de 1897.
Trata-se de uma espécie presente no território português.